# Ото фон Хадмерслебен
Ото фон Хадмерслебен 'Стари' (на немски: Otto zu Hadmersleben; † между 10 януари 1275 и 19 януари 1276) е благородник, господар на Хадмерслебен в Саксония-Анхалт.

## Произход
Той е син на Гардолф II фон Хадмерслебен († сл. 1222) и съпругата му Аделхайд († сл. 1222). Роднина е на Бернхард фон Хадмерслебен († 3 февруари 968), епископ в Халберщат (923 – 968), който през 961 г. основава в родното си място манастир Хадмерслебен. Сестра му Ода фон Хадмерслебен († сл. 1264) е омъжена за граф Буркард Албус фон Шарцфелд-Лаутерберг († сл. 1267).

## Фамилия
Ото фон Хадмерслебен се жени пр. 14 март 1259 г. за графиня Юта фон Бланкенбург († 6 юли 1265), дъщеря на граф Зигфрид III фон Бланкенбург († сл. 1283) и графиня Мехтилд фон Волденберг († 1265/1269). Те имат децата:
- Бодо фон Хадмерслебен († 13 февруари 1280), женен за Ирмгард фон Байхлинген († сл. 1280)
- Ото III фон Хадмерслебен „Млади“ († 1280), женен сл. 28 май 1245 г. за принцеса София фон Анхалт († между 28 ноември 1272/15 януари 1274), дъщеря на княз Хайнрих I фон Анхалт-Ашерслебен († 1251/ 1252) и ландграфиня Ирмгард от Тюрингия († ок. 1244)
- Вернер I фон Хадмерслебен († сл. 1314), граф на Фридсбург, господар на Егелн, женен I. ок. 1283 г. за принцеса Агнес фон Брауншвайг († 27 юни 1297/1314), II. ок. 1295 г. за Мехтилд († сл. 1295), III. на 27 юни 1297 г. в Орвието, Умбрия, за графиня Хайлвиг фон Олденбург-Делменхорст († сл. 1297)

Той има и незаконен син:
- Дитрих, каноник в Хадмерслебен